# Avesnes-Chaussoy
Avesnes-Chaussoy és un municipi francès situat al departament del Somme i a la regió dels Alts de França. L'any 2007 tenia 59 habitants.

## Demografia

### Població

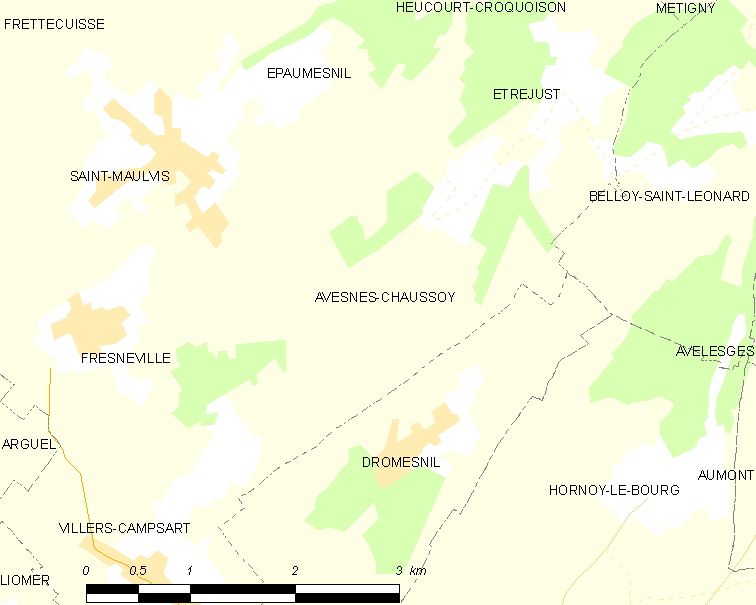

El 2007 la població de fet d'Avesnes-Chaussoy era de 59 persones. Hi havia 20 famílies de les quals 3 eren unipersonals (3 homes vivint sols), 7 parelles sense fills, 7 parelles amb fills i 3 famílies monoparentals amb fills.
La població ha evolucionat segons el següent gràfic:
Habitants censats

### Habitatges
El 2007 hi havia 38 habitatges, 23 eren l'habitatge principal de la família i 15 eren segones residències. 34 eren cases i 1 era un apartament. Dels 23 habitatges principals, 17 estaven ocupats pels seus propietaris, 3 estaven llogats i ocupats pels llogaters i 2 estaven cedits a títol gratuït; 1 tenia dues cambres, 3 en tenien tres, 7 en tenien quatre i 12 en tenien cinc o més. 11 habitatges disposaven pel capbaix d'una plaça de pàrquing. A 10 habitatges hi havia un automòbil i a 10 n'hi havia dos o més.

### Piràmide de població
La piràmide de població per edats i sexe el 2009 era:
| Homes | Edats   | Dones |
| ----- | ------- | ----- |
| 0     | 95 o +  | 0     |
| 0     | 90 a 94 | 0     |
| 0     | 85 a 89 | 0     |
| 0     | 80 a 84 | 0     |
| 0     | 75 a 79 | 4     |
| 0     | 70 a 74 | 0     |
| 8     | 65 a 69 | 8     |
| 0     | 60 a 64 | 4     |
| 4     | 55 a 59 | 0     |
| 0     | 50 a 54 | 4     |
| 4     | 45 a 49 | 0     |
| 0     | 40 a 44 | 4     |
| 0     | 35 a 39 | 0     |
| 0     | 30 a 34 | 0     |
| 4     | 25 a 29 | 0     |
| 4     | 20 a 24 | 0     |
| 0     | 15 a 19 | 4     |
| 0     | 10 a 14 | 0     |
| 4     | 5 a 9   | 0     |
| 0     | 0 a 4   | 0     |

## Economia

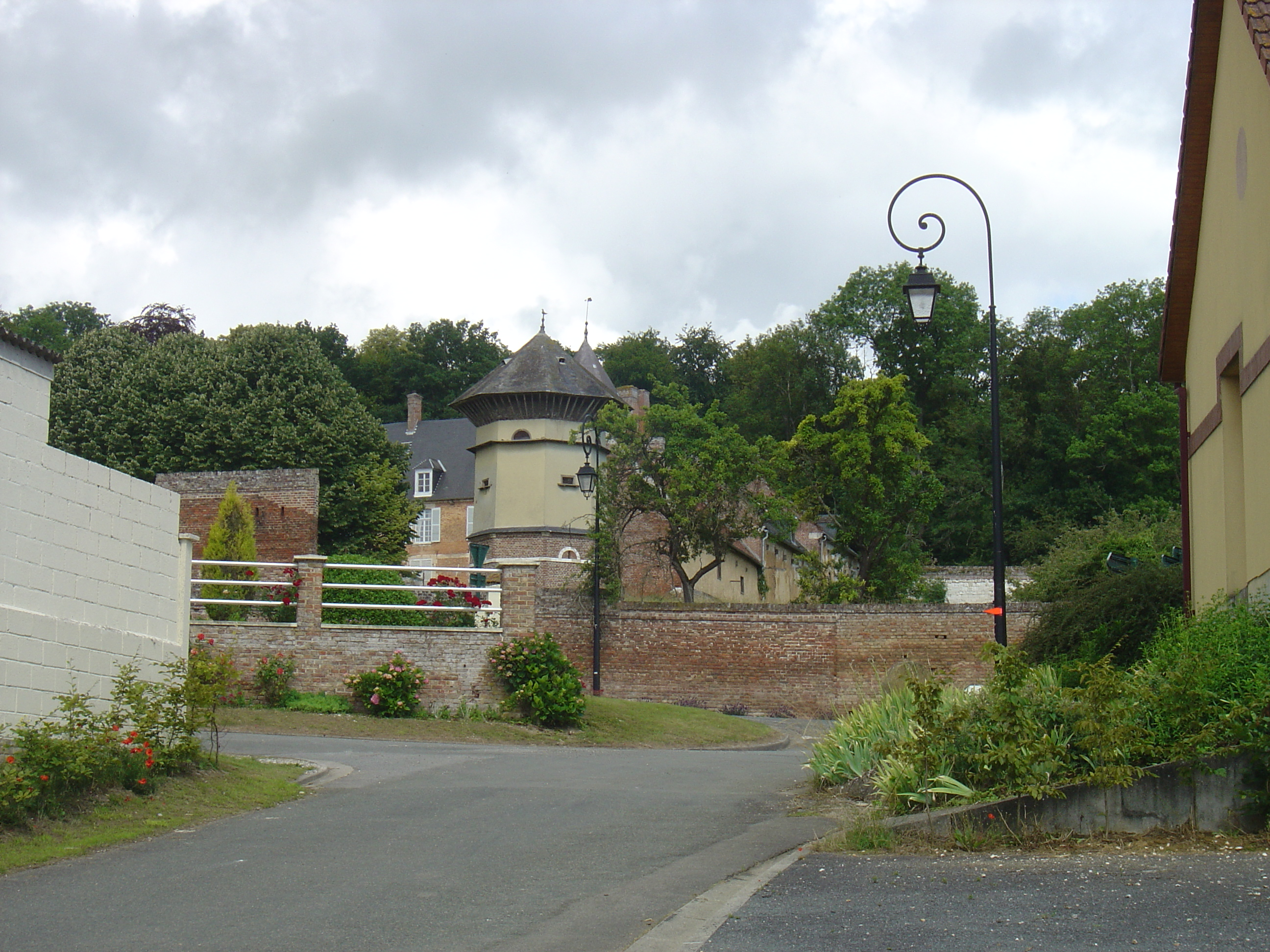

El 2007 la població en edat de treballar era de 34 persones, 26 eren actives i 8 eren inactives. De les 26 persones actives 22 estaven ocupades (12 homes i 10 dones) i 5 estaven aturades (2 homes i 3 dones). De les 8 persones inactives 3 estaven jubilades, 1 estava estudiant i 4 estaven classificades com a «altres inactius».
Activitats econòmiques
L'any 2000 a Avesnes-Chaussoy hi havia 5 explotacions agrícoles.

## Poblacions més properes
El següent diagrama mostra les poblacions més properes.